# لایون کپیتال
لایون کپیتال (انگلیسی: Lion Capital) شرکت مدیریت دارایی بریتانیایی است، که در سال ۲۰۰۴ تأسیس شد.